# Зеленопольский (Новосибирская область)
Зеленопо́льский — посёлок в Чановском районе Новосибирской области. Входит в состав Матвеевского сельсовета.

## География
Площадь посёлка — 30 гектаров.

## История
В 1976 году указом Президиума Верховного Совета РСФСР посёлок фермы №3 совхоза «Чановский» переименован в Зеленопольский.

## Население
| 2002 | 2007 | 2010 |
| ---- | ---- | ---- |
| 75   | ↘65  | ↘51  |

## Инфраструктура
В посёлке по данным на 2007 год отсутствует социальная инфраструктура.